# Učebna

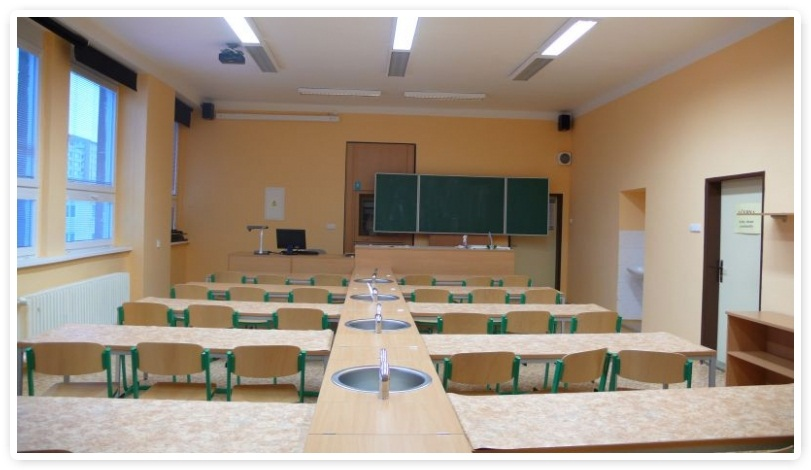
Učebna chemie

Učebna je obvykle větší místnost, která je určena pro vyučování a další vzdělávací činnost dětí, mládeže i dospělých.
Na základních a středních školách učebny také běžně nazýváme třída, respektive školní třída. Velké vysokoškolské učebny určené
pro přednášky označujeme obvykle slovem posluchárna (vysokoškolští studenti jsou posluchači vysoké školy).
Učebny se vyskytují především ve všech typech škol a dalších vzdělávacích institucích, určených nejen pro děti a mládež, ale i pro dospělé. Pro účely školení a doškolování svých zaměstnanců je mívají často zřízeny i větší firmy a významné společenské instituce. Funkci učebny v těchto případech může někdy převzít i běžná zasedací místnost (zasedačka), závodní jídelna, v minulosti se mohlo jednat i o závodní klub.

## Běžná školní učebna
Standardní vybavení učeben je v Česku díky povinné školní docházce známo téměř všem lidem. Kromě školní tabule, školních lavic, židlí na sezení, obrazu státníka, psacího stolu pro učitele a odpadkového koše bývají učebny vybaveny také umyvadlem, školním rozhlasem, případně i elektrickým zvonkem. Moderní učebny mohou být navíc vybaveny doplňkovými technickými prostředky současné audiovizuální a výpočetní techniky (školní rozhlas, diaprojektor, zpětný projektor, dataprojektor, osobní počítač, zásuvka počítačové sítě apod.).

## Učebny v minulosti
V minulosti bývaly školní učebny v přední části v prostoru u tabule vybaveny stupínkem, což byla vyvýšená část učebny, na stupínku byl i umístěn psací stůl pro vyučujícího, kterému se proto také říkavalo katedra. Dnes se od tohoto zastaralého uspořádání upouští.

## Speciální učebny
- jazyková učebna
- počítačová učebna
- hudebna
- tělocvična
- školní dílny
- školní laboratoře
- mikroučebna[1] - místnost s počítačem určená pro samostudium